# Mãn Châu nguyên lưu khảo
Mãn Châu nguyên lưu khảo (giản thể: 满洲源流考; phồn thể: 滿洲源流考; bính âm: Mǎnzhōu Yuánliú Kǎo) là sử liệu quan trọng do triều đình nhà Thanh ấn hành vào năm 1777. Hoàng đế Càn Long đã tài trợ cho việc biên soạn sách này nhằm mục tiêu hợp pháp hóa sự thống trị của nhà Thanh, cũng như xác định nhà Thanh là triều đại kế thừa nhà Kim (1115–1234). Mãn Châu nguyên lưu khảo còn củng cố quan niệm của Càn Long về người Mãn thuộc vào loại chủng tộc thượng võ.
Toàn sách chia thành 4 phần: bộ lạc, lãnh thổ, địa hình sông núi và văn hóa Mãn Châu. Pamela Kyle Crossley phân tích đây là đỉnh cao trong nỗ lực của triều đình nhà Thanh nhằm "thể chế hóa tài liệu" di sản Mãn Châu và kể cả bản sắc dân tộc Mãn. Mãn Châu nguyên lưu khảo có chứa danh sách bản sửa lỗi các từ tiếng Nữ Chân được phiên âm tìm thấy trong Kim sử quyển 135, rồi dùng tiếng Mãn sửa lại cho đúng như trong quyển 18.

## Nội dung
Mãn Châu nguyên lưu khảo được biên soạn dựa theo quan điểm của giai cấp thống trị người Mãn, phá vỡ quan điểm lấy người Hán làm trung tâm trong ghi chép lịch sử của sử gia. Đây là tài liệu cho thấy dân tộc này vốn bắt nguồn từ thời cổ đại, từ các bộ lạc tộc Nữ Chân cho đến các bộ lạc tộc Mãn. Dòng dõi người Nữ Chân và người Mãn vẫn tiếp tục sinh sống ở Phù Dư, Tam Hàn, Bách Tế, Tân La, Túc Thận, Bột Hải, và Nữ Chân tùy theo thời đại.

## Ái Tân Giác La
Gia tộc Ái Tân Giác La có nguồn gốc từ Bố Khố Lý Ung Thuận, một chiến binh huyền thoại ở thế kỷ 13. Hoàng đế Hoàng Thái Cực tuyên bố rằng mẹ của Bố Khố Lý Ung Thuận được thụ thai từ khi còn là một trinh nữ. Theo truyền thuyết, ba thiên nữ là Ân Cổ Luân(ᡝᠩᡤᡠᠯᡝᠨ, 恩古倫), Chính Cố Luân(ᠵᡝᠩᡤᡠᠯᡝᠨ, 正古倫) và Phất Khố Luân(ᡶᡝᡴᡠᠯᡝᠨ, 佛庫倫), đang tắm tại một hồ nước tên là Bulhūri Omo gần dãy Trường Bạch. Một con chim ác là đã đánh rơi một miếng trái cây màu đỏ gần Phất Khố Luân, người đã ăn nó. Sau đó cô có thai Bố Khố Lý Ung Thuận.